# Divizia A 1911-12
A temporada 1911-12 é a 3ª edição da Divizia A que começou em 1911 e terminou em 1912. O United Ploieşti foi o campeão conquistando pela 1ª vez o título nacional.

## Classificação
| Pos | Equipe                 | J | V | E | D | GP | GC | S  | Pts |
| --- | ---------------------- | - | - | - | - | -- | -- | -- | --- |
| 1   | United AC Ploieşti     | 4 | 3 | 1 | 0 | 14 | 8  | +6 | 7   |
| 2   | Colentina AC Bucureşti | 4 | 1 | 1 | 2 | 10 | 13 | -3 | 3   |
| 3   | CS Olympia Bucureşti   | 4 | 1 | 0 | 3 | 10 | 13 | -3 | 2   |

## Campeão
| Divizia A 1911-12           |
| --------------------------- |
| United Ploieşti (1º título) |